# Макуньяга
Макуньяга (итал. Macugnaga) — коммуна в Италии, располагается в регионе Пьемонт, в провинции Вербано-Кузьо-Оссола.
Население составляет 626 человек (2008 г.), плотность населения составляет 6 чел./км². Занимает площадь 98 км². Почтовый индекс — 28876. Телефонный код — 0324.
В коммуне 15 августа особо празднуется Успение Пресвятой Богородицы.

## Демография
Динамика населения:

## Администрация коммуны
- Официальный сайт: http://www.comune.macugnaga.vb.it